# Hojaldra
La hojaldra, hojaldre u hojalda es es una fritura típica de países latinoamericanos como Colombia y Panamá. Es parecida a otras frituras como la sopaipilla y la cachanga. Es un tipo de frybread o pan frito.  
En la Región Caribe de Colombia se consumen en el desayuno, son saladas y pueden ser dulces.  
En Panamá se consumen en el desayuno, acompañadas de otras frituras, quesos, embutidos y guisos como el bistec encebollado, hígado o salchicha guisada.   
También se consumen dulces, espolvoreadas con azúcar.
Según indicara la gastrónoma Ana Alfaro, fue "Traída, junto con la harina, por los españoles, quienes a su vez la recibieron de los moros (de quienes heredamos el amor por la fritanga y la técnica de freír en aceite)".
En la provincia de Colón se conocen como  "harinas".
En México se parten a la mitad con un cuchillo y se les pone jamón y queso con mayonesa, como una torta clásica mexicana.
México
A pesar de que en la mayoría del país se le conoce como pan de muerto, en Puebla y otros estados de la República muchos lo llaman hojaldra, un término que fue adaptado en la época virreinal.
Las hojaldras, tal y como se conocen hoy en día, nacieron cuando se incorporó el pan de hojaldre en el virreinato, a diferencia de que, la figura que le daba vida a este alimento, evocaba a una calavera, con rostro y huesos definidos, algo muy parecido a lo que usaban como estandarte los barcos piratas, señala el arqueólogo Merlo.
De esta manera, es como el término ‘hojaldra’ surge de la incorporación de este ingrediente proveniente de Francia, en la masa, un nombre que en Puebla y otras zonas del país, se adaptó para referirse al pan de muerto; no obstante, aunque en la actualidad en la receta ya no se usa necesariamente el hojaldre, el nombre persiste.